# رحمتوو
رحمتوو (به لاتین: Rakhmetovo) یک منطقهٔ مسکونی در روسیه است که در باشقیرستان واقع شده‌است.